# Halbzeit
Halbzeit (en alemán: Halbzeit) es un acrílico sobre lienzo de Michel Majerus, realizada en 2002.   

## Descripción
La pintura es un acrílico sobre lienzo con unas dimensiones de 220 x 220 centímetros. Es en la colección del Museo de Arte Moderno Gran Duque Juan, en Luxemburgo.

## Análisis
Esta pintura muestra a una capa de color púrpura que parece haber sido rápidamente cepillado, y dos inscripciones y un logotipo que evoca los temas de consumo y la publicidad.

## Europeana 280
En abril de 2016, la pintura Halbzeit fue seleccionada como una de las diez más grandes obras artísticas de Luxemburgo por el proyecto Europeana.